# Southland (Fernsehserie)/Episodenliste

Logo zur Serie

Diese Episodenliste enthält alle Episoden der US-amerikanischen Dramaserie Southland, sortiert nach der US-amerikanischen Erstausstrahlung. Zwischen 2009 und 2013 entstanden in fünf Staffeln 43 Episoden mit einer Länge von jeweils etwa 42 Minuten.

## Übersicht
| Staffel | Episodenanzahl | Erstausstrahlung USA | Erstausstrahlung USA | Deutschsprachige Erstausstrahlung | Deutschsprachige Erstausstrahlung |
| Staffel | Episodenanzahl | Staffelstart         | Staffelfinale        | Staffelstart                      | Staffelfinale                     |
| ------- | -------------- | -------------------- | -------------------- | --------------------------------- | --------------------------------- |
| 1       | 7              | 9. April 2009        | 21. Mai 2009         | 28. August 2012                   | 9. Oktober 2012                   |
| 2       | 6              | 2. März 2010         | 6. April 2010        | 17. Oktober 2012                  | 21. November 2012                 |
| 3       | 10             | 4. Januar 2011       | 8. März 2011         | 28. November 2012                 | 24. April 2013                    |
| 4       | 10             | 17. Januar 2012      | 20. März 2012        | 1. Mai 2013                       | 10. August 2013                   |
| 5       | 10             | 13. Februar 2013     | 17. April 2013       | 15. Dezember 2015                 | 16. Februar 2016                  |

## Staffel 1
Die Erstausstrahlung der ersten Staffel war vom 9. April bis zum 21. Mai 2009 auf dem US-amerikanischen Fernsehsender NBC zu sehen. Die deutschsprachige Erstausstrahlung sendete der deutsche Free-TV-Sender Kabel eins vom 28. August bis zum 9. Oktober 2012.
| Nr. (ges.) | Nr. (St.) | Deutscher Titel | Originaltitel      | Erstausstrahlung USA | Deutschsprachige Erstausstrahlung (D) | Regie               | Drehbuch                                                            |
| ---------- | --------- | --------------- | ------------------ | -------------------- | ------------------------------------- | ------------------- | ------------------------------------------------------------------- |
| 1          | 1         | Rookie          | Unknown Trouble    | 9. Apr. 2009         | 28. Aug. 2012                         | Christopher Chulack | Ann Biderman                                                        |
| 2          | 2         | Mozambique      | Mozambique         | 16. Apr. 2009        | 4. Sep. 2012                          | Nelson McCormick    | Ann Biderman                                                        |
| 3          | 3         | High Society    | See the Woman      | 23. Apr. 2009        | 11. Sep. 2012                         | Christopher Chulack | Ann Biderman                                                        |
| 4          | 4         | Die nackte Tote | Sally in the Alley | 30. Apr. 2009        | 18. Sep. 2012                         | Christopher Chulack | Angela Amato Velez & Ann Biderman                                   |
| 5          | 5         | Zwei Gangs      | Two Gangs          | 7. Mai 2009          | 25. Sep. 2012                         | Nelson McCormick    | Dee Johnson                                                         |
| 6          | 6         | Westside        | Westside           | 14. Mai 2009         | 1. Okt. 2012                          | Nelson McCormick    | Handlung: Ann Biderman Schauspiel: Angela Amato Velez & Dee Johnson |
| 7          | 7         | Entgleist       | Derailed           | 21. Mai 2009         | 9. Okt. 2012                          | Christopher Chulack | Ann Biderman                                                        |

## Staffel 2
Die Erstausstrahlung der zweiten Staffel war vom 2. März bis zum 6. April 2010 auf dem US-amerikanischen Kabelsender TNT zu sehen. Die deutschsprachige Erstausstrahlung sendete der deutsche Free-TV-Sender Kabel eins vom 17. Oktober bis zum 21. November 2012.
| Nr. (ges.) | Nr. (St.) | Deutscher Titel    | Originaltitel        | Erstausstrahlung USA | Deutschsprachige Erstausstrahlung (D) | Regie               | Drehbuch                       |
| ---------- | --------- | ------------------ | -------------------- | -------------------- | ------------------------------------- | ------------------- | ------------------------------ |
| 8          | 1         | Phase Drei         | Phase Three          | 2. März 2010         | 17. Okt. 2012                         | Christopher Chulack | Ann Biderman & John Wells      |
| 9          | 2         | Butch und Sundance | Butch and Sundance   | 9. März 2010         | 24. Okt. 2012                         | Nelson McCormick    | Mitchell Burgess & Robin Green |
| 10         | 3         | U-Boot             | U-Boat               | 16. März 2010        | 31. Okt. 2012                         | Christopher Chulack | Ann Biderman                   |
| 11         | 4         | Die Läuferin       | The Runner           | 23. März 2010        | 7. Nov. 2012                          | Guy Ferland         | Diana Son                      |
| 12         | 5         | Trinny Day         | What Makes Sammy Run | 30. März 2010        | 14. Nov. 2012                         | Felix Alcalá        | Cheo Hodari Coker              |
| 13         | 6         | Voller Einsatz     | Maximum Deployment   | 6. Apr. 2010         | 21. Nov. 2012                         | J. Michael Muro     | David Graziano                 |

## Staffel 3
Die Erstausstrahlung der dritten Staffel war vom 4. Januar bis zum 8. März 2011 auf dem US-amerikanischen Kabelsender TNT zu sehen. Die deutschsprachige Erstausstrahlung sendete der deutsche Free-TV-Sender Kabel eins vom 28. November 2012 bis zum 24. April 2013.
| Nr. (ges.) | Nr. (St.) | Deutscher Titel        | Originaltitel  | Erstausstrahlung USA | Deutschsprachige Erstausstrahlung (D) | Regie               | Drehbuch                                                                                 |
| ---------- | --------- | ---------------------- | -------------- | -------------------- | ------------------------------------- | ------------------- | ---------------------------------------------------------------------------------------- |
| 14         | 1         | Früher Schnee          | Let it Snow    | 4. Jan. 2011         | 28. Nov. 2012                         | Christopher Chulack | Ann Biderman & John Wells                                                                |
| 15         | 2         | Schläge ins Wasser     | Punching Water | 11. Jan. 2011        | 5. Dez. 2012                          | Christopher Chulack | Cheo Hodari Coker                                                                        |
| 16         | 3         | Ermessen               | Discretion     | 18. Jan. 2011        | 12. Dez. 2012                         | Nelson McCormick    | Jonathan Lisco                                                                           |
| 17         | 4         | Alles unter Kontrolle  | Code 4         | 25. Jan. 2011        | 19. Dez. 2012                         | Felix Alcalá        | Handlung: Diana Son & Will Rokos Schauspiel: Will Rokos                                  |
| 18         | 5         | Der Wind aus Santa Ana | The Winds      | 1. Feb. 2011         | 20. März 2013                         | Christopher Chulack | Handlung: Robin Green, Mitchell Burgess & Healther Zuhlke Schauspiel: Heather Zuhlke     |
| 19         | 6         | Samurai                | Cop or Not     | 8. Feb. 2011         | 27. März 2013                         | J. Michael Muro     | Cheo Hodari Coker                                                                        |
| 20         | 7         | Konfrontationen        | Sideways       | 15. Feb. 2011        | 2. Apr. 2013                          | Allison Anders      | Jonathan Lisco                                                                           |
| 21         | 8         | Die Zauberhöhle        | Fixing a Hole  | 22. Feb. 2011        | 10. Apr. 2013                         | Christopher Chulack | Handlung: Will Rokos Schauspiel: Cheo Hodari Coker                                       |
| 22         | 9         | Kopfschuss             | Failure Drill  | 1. März 2011         | 17. Apr. 2013                         | J. Michael Muro     | Handlung: Jonathan Lisco & Chitra Elizabeth Sampath Schauspiel: Chitra Elizabeth Sampath |
| 23         | 10        | Einschnitte            | Graduation Day | 8. März 2011         | 24. Apr. 2013                         | Christopher Chulack | Handlung: Heather Zuhlke Schauspiel: John Wells                                          |

## Staffel 4
Die Erstausstrahlung der vierten Staffel war vom 17. Januar bis zum 20. März 2012 auf dem US-amerikanischen Kabelsender TNT zu sehen. Die deutschsprachige Erstausstrahlung der ersten sieben Episoden sendete der deutsche Free-TV-Sender Kabel eins vom 1. Mai bis zum 12. Juni 2013. Die restlichen drei Episoden wurden am 2., 3. und 10. August 2013 auf dem österreichischen Sender Puls 4 erstausgestrahlt.
| Nr. (ges.) | Nr. (St.) | Deutscher Titel          | Originaltitel   | Erstausstrahlung USA | Deutschsprachige Erstausstrahlung (D/A) | Regie               | Drehbuch          |
| ---------- | --------- | ------------------------ | --------------- | -------------------- | --------------------------------------- | ------------------- | ----------------- |
| 24         | 1         | Mittwoch                 | Wednesday       | 17. Jan. 2012        | 1. Mai 2013                             | Christopher Chulack | Jonathan Lisco    |
| 25         | 2         | Unter Wasser             | Underwater      | 24. Jan. 2012        | 8. Mai 2013                             | Nelson McCormick    | Cheo Hodari Coker |
| 26         | 3         | Die Gemeinde             | Community       | 31. Jan. 2012        | 15. Mai 2013                            | Felix Alcalá        | Jason Horwitch    |
| 27         | 4         | Auf den Hund gekommen    | Identity        | 7. Feb. 2012         | 21. Mai 2013                            | Nelson McCormick    | Sara Gran         |
| 28         | 5         | Das Vermächtnis          | Legacy          | 14. Feb. 2012        | 29. Mai 2013                            | J. Michael Muro     | Heather Zuhlke    |
| 29         | 6         | Integritäts-Check        | Integrity Check | 21. Feb. 2012        | 5. Juni 2013                            | Christopher Chulack | Jonathan Lisco    |
| 30         | 7         | Rückschlag               | Fallout         | 28. Feb. 2012        | 12. Juni 2013                           | Allison Anders      | Etan Frankel      |
| 31         | 8         | Gottes Werk              | God’s Work      | 6. März 2012         | 2. Aug. 2013                            | Guy Norman Bee      | Cheo Hodari Coker |
| 32         | 9         | Einsatz mit hohem Risiko | Risk            | 13. März 2012        | 3. Aug. 2013                            | J. Michael Muro     | Jason Horwitch    |
| 33         | 10        | Zeit der Veränderung     | Thursday        | 20. März 2012        | 10. Aug. 2013                           | Christopher Chulack | Jonathan Lisco    |

## Staffel 5
Die Erstausstrahlung der fünften Staffel war vom 13. Februar bis zum 17. April 2013 auf dem US-amerikanischen Kabelsender TNT zu sehen. Die deutschsprachige Erstausstrahlung sendete der Pay-TV-Sender Sat.1 emotions vom 15. Dezember 2015 bis zum 16. Februar 2016.
| Nr. (ges.) | Nr. (St.) | Deutscher Titel          | Originaltitel     | Erstausstrahlung USA | Deutschsprachige Erstausstrahlung (D) | Regie               | Drehbuch             |
| ---------- | --------- | ------------------------ | ----------------- | -------------------- | ------------------------------------- | ------------------- | -------------------- |
| 34         | 1         | Alles nur Zirkus         | Bats and Hats     | 13. Feb. 2013        | 15. Dez. 2015                         | Christopher Chulack | Jonathan Lisco       |
| 35         | 2         | Der Tod kommt schnell    | Heat              | 20. Feb. 2013        | 22. Dez. 2015                         | Daniel Sackheim     | Heather Zuhlke       |
| 36         | 3         | Babel                    | Babel             | 27. Feb. 2013        | 29. Dez. 2015                         | J. Michael Muro     | Aaron Rahsaan Thomas |
| 37         | 4         | Die größte Show der Welt | Under the Big Top | 6. März 2013         | 5. Jan. 2016                          | Felix Alcalá        | Sara Gran            |
| 38         | 5         | Im Todestrakt            | Off Duty          | 13. März 2013        | 12. Jan. 2016                         | Regina King         | Zack Whedon          |
| 39         | 6         | Nur ein Schritt          | Bleed Out         | 20. März 2013        | 19. Jan. 2016                         | Christopher Chulack | Chad Feehan          |
| 40         | 7         | Helden                   | Heroes            | 27. März 2013        | 26. Jan. 2016                         | J. Michael Muro     | Heather Zuhlke       |
| 41         | 8         | Ash und Jones            | The Felix Paradox | 3. Apr. 2013         | 2. Feb. 2016                          | Stephen Cragg       | Aaron Rahsaan Thomas |
| 42         | 9         | Chaos                    | Chaos             | 10. Apr. 2013        | 9. Feb. 2016                          | Christopher Chulack | Zack Whedon          |
| 43         | 10        | Kurzschluss              | Reckoning         | 17. Apr. 2013        | 16. Feb. 2016                         | Christopher Chulack | Jonathan Lisco       |